# TVP Sport
TVP Sport — польський національний тематичний телеканал суспільного мовлення з центром мовлення у Варшаві.
Програма каналу присвячена спортивній тематиці.

## Історія
Запущений 18 листопада 2006 року. Створений в результаті злиття спортивних редакцій TVP1 та TVP2.
З 12 січня 2014 мовить у форматі HDTV.
З 7 червня 2018 року доступний в мережі цифрового наземного телебачення (цифровий мультиплекс — MUX3).

## Логотипи
| Період                             | Опис                                                                            | Логотип |
| ---------------------------------- | ------------------------------------------------------------------------------- | ------- |
| 18 листопада 2006 – 31 грудня 2009 | Логотип TVP, під яким оранжевий динамічний напис «SPORT».                       |         |
| 1 січня 2010 – 11 січня 2014       | Аналогічно попередньому. Інакша стилізація напису «SPORT».                      |         |
| з 12 січня 2014                    | Логотип TVP на яскраво-оранжевому тлі, під яким такого ж кольору напис «SPORT». |         |
| з 12 січня 2014                    | Аналогічний звичайному. З індексом «HD» в нижньому правому куту.                |         |

## Найрейтинговіші трансляції
1. Чемпіонат Європи з легкої атлетики 2018 (12.08.2018), середня кількість переглядів 1 825 076, найвища 2 781 038.

2. Чемпіонат світу з футболу 2018, Польща – Колумбія (24.06.2018), середня кількість переглядів 1 990 587, найвища 2 335 610.

3. Чемпіонат світу з футболу 2018, Польща – Сенегал (19.06.2018), середня кількість переглядів 1 835 875, найвища 2 102 193.

4. Чемпіонат світу з гандболу 2015, Катар – Франція (01.02.2015), середня кількість переглядів 1 412 605, найвища 2 023 923.

5. Чемпіонат світу з футболу 2018, Франція – Хорватія (15.07.2018), середня кількість переглядів 1 571 189, найвища 1 891 946.

6. Чемпіонат світу з футболу 2018, Хорватія – Данія (01.07.2018), середня кількість переглядів 1 450 600, найвища 1 876 171.

7. Чемпіонат світу з футболу 2018, Бельгія – Англія (14.07.2018), середня кількість переглядів 1 369 782, найвища 1 753 669.

8. Чемпіонат світу з футболу 2018, Франція – Бельгія (10.07.2018), середня кількість переглядів 1 479 726, найвища 1 749 193.

9. Чемпіонат світу з волейболу 2018, Бразилія – Польща (30.09.2018), середня кількість переглядів 1 481 682, найвища 1 678 321.

10. Чемпіонат світу з футболу 2018, Хорватія – Англія (11.07.2018), середня кількість переглядів 1 358 871, найвища 1 661 380.